# Aircraft Meteorological Data Relay
L'Aircraft Meteorological Data Relay (AMDAR, "Rilevamento di dati meteorologici per mezzo di aeroplani") è un programma lanciato dall'Organizzazione Meteorologica Mondiale. Si usa per raccogliere dati meteorologici in tutto il mondo servendosi di aeroplani commerciali.
I dati sono raccolti dai sistemi di navigazione degli aeroplani e dalle normali sonde della temperatura e della pressione statica installate a bordo. Le informazioni sono poi rielaborate prima di essere scaricate a terra mediante comunicazioni in onde corte (ACARS) o collegamenti via satellite (ASDAR).
Una descrizione dettagliata della procedura è fornita nel Manuale di riferimento AMDAR (WMO-No 958) disponibile presso l'Organizzazione Meteorologica Mondiale di Ginevra (Svizzera).

## Uso
Le trasmissioni AMDAR sono usate comunemente soprattutto nei modelli di previsione meteorologica e costituiscono un'importante integrazione dei dati provenienti dai radiosondaggi, per la loro più elevata frequenza spaziale e temporale, sebbene l'altitudine raggiunta e la precisione dello scandagliamento siamo nettamente inferiori a quelle di un radiosondaggio classico (al massimo 10.000 m, con circa un punto di misura ogni 300 m di altitudine per un profilo AMDAR, contro 20.000 m in condizioni normali, con un punto di misura ogni 50 m di altitudine per un radiosondaggio standard).